# Unstoppable Force
Unstoppable Force é o segundo da banda americana de speed metal Agent Steel, gravado no Morrisound Recording Studios em Tampa,  Flórida. Foi lançado pela Combat Records em março de 1987 e relançado em 1999 pela Century Media com as quatro faixas do  EP Mad Locust Rising ao final.

## Faixas
1. "Unstoppable Force" – 3:52
2. "Never Surrender" – 3:52
3. "Indestructive" – 3:30
4. "Chosen To Stay" – 4:46
5. "Still Searchin'" – 4:13
6. "Rager" – 4:07
7. "The Day At Guyana" – 6:38
8. "Nothin' Left" – 4:23
9. "Traveler" – 3:49

Há numerosas versões de Unstoppable Force. O lançamento original  japonês contém a faixa bonus "The Ripper" (Judas Priest Cover). Um determinado relançamento contém  "The Unexpected (Live)", quem também foi incluída no álbum Skeptics Apocalypse. A canção nunca foi gravada em estúdio e somente foi tocada e gravada ao vivo.

## Créditos
- John Cyriis - Vocal
- Juan Garcia  - Guitarra
- Bernie Versailles - Guitarra
- Michael Zaputil - Baixo
- Chuck Profus - Bateria